# 羽曳野東インターチェンジ
羽曳野東インターチェンジ（はびきのひがしインターチェンジ）は、大阪府羽曳野市飛鳥にある、南阪奈道路のインターチェンジ。
美原JCT（阪和自動車道）方向へは流入のみで、葛城IC（大和高田バイパス）方向へは流出のみの、ハーフICとなっている。

## 道路
- E91 南阪奈道路（4番）

## 料金所

### 入口
- レーン数：2
  - ETC専用：1
  - 一般：1

### 出口
- レーン数：2
  - ETC専用：1
  - 一般：1

## 接続する道路
- 国道166号線

## 周辺
- 近鉄南大阪線上ノ太子駅

## 隣
E91 南阪奈道路
(3) 羽曳野IC - (4) 羽曳野東IC - (5) 太子IC/TB